# Julia McKenzie
Julia Kathleen Nancy McKenzie CBE, född 17 februari 1941 i Enfield Town, Greater London är en brittisk skådespelerska, musikalartist och teaterregissör.

## Utmärkelser
McKenzie har bland annat vunnit två Laurence Olivier Awards för bästa kvinnliga skådespelare i en musikal.

## Filmografi i urval
- 1984–1986 – Livet leker (TV-serie)
- 1989 – Shirley Valentine
- 1996 – Bröllopsbesvär
- 2003 – Bright Young Things
- 2006 – These Foolish Things
- 2006 – Notes on a Scandal
- 2007 – Cranford (TV-serie)
- 2009–2013 – Agatha Christies Marple (TV-serie) (säsong 4-6)
- 2012 – The Mystery of Edwin Drood (TV-film)
- 2019 – Gold Digger (TV-serie)
- 2022 – Allelujah